# Nati nel 1475
| Questa pagina contiene informazioni ricavate automaticamente dalle voci biografiche con l'ausilio del template Bio e di un bot. L'aggiornamento è periodico e automatico e ricostruisce completamente la pagina. Se manca una persona in questa lista, sei pregato di non aggiungerla, ma accertati piuttosto che la sua voce biografica contenga il template Bio e che i dati anagrafici siano correttamente compilati. Se il template Bio manca, inseriscilo tu stesso o, in alternativa, metti l'avviso {{tmp\|Bio}} che ne segnala la mancanza. Se i dati riportati sono sbagliati, correggi direttamente la voce biografica; le modifiche saranno visibili in questa lista entro pochi giorni. Per chiarimenti vedi il progetto biografie. La lista contiene solo le 64 persone che sono citate nell'enciclopedia e per le quali è stato implementato correttamente il template Bio. Pagina aggiornata al 2 giu 2025. |

## Gennaio(1)
- 9 gennaio - Pietro Baldi del Riccio, poeta e umanista italiano († 1507)

## Febbraio(1)
- 25 febbraio - Edoardo Plantageneto, XVII conte di Warwick, principe inglese († 1499)

## Marzo(2)
- 6 marzo - Michelangelo Buonarroti, pittore, scultore e architetto italiano († 1564)
- 12 marzo - Luca Gaurico, vescovo cattolico e astrologo italiano († 1558)

## Maggio(2)
- 18 maggio - Alfonso d'Aviz, principe († 1491)
- 23 maggio - Giovan Francesco Rustici, scultore italiano († 1554)

## Giugno(1)
- 29 giugno - Beatrice d'Este, duchessa, stilista e mecenate italiana († 1497)

## Luglio(2)
- 5 luglio - Pandolfo IV Malatesta, condottiero italiano († 1534)
- 23 luglio - Alberto III Pio di Savoia, politico († 1531)

## Settembre(1)
- 13 settembre - Cesare Borgia, generale, cardinale e nobile italiano († 1507)

## Ottobre(2)
- 9 ottobre - Giovanni Piccolomini, cardinale e arcivescovo cattolico italiano († 1537)
- 20 ottobre - Giovanni di Bernardo Rucellai, scrittore italiano († 1525)

## Novembre(1)
- 2 novembre - Anna di York, principessa inglese († 1511)

## Dicembre(3)
- 10 dicembre - Cesare Cesariano, pittore e architetto italiano († 1543)
- 11 dicembre - Papa Leone X, papa, vescovo cattolico e cardinale italiano († 1521)
- 24 dicembre - Thomas Murner, religioso, poeta e traduttore tedesco († 1537)

## Senza giorno specificato(48)
- Giovanni Antonio Amato, pittore italiano († 1555)
- Alfonso Ariosto, diplomatico italiano († 1525)
- Violante Bentivoglio, Signora di Rimini, nobile italiano († 1528)
- Pietro Bernardino, orafo italiano († 1502)
- Ludovico Bonaccioli, medico, editore e umanista italiano († 1536)
- Girolamo Borgia, umanista e storico italiano
- Jörg Breu il Vecchio, pittore tedesco († 1537)
- Ludovico di Canossa, vescovo cattolico italiano († 1532)
- Giovanni Battista Caporali, architetto, pittore e miniatore italiano
- Caramuru, esploratore portoghese († 1557)
- Francisco Hernández de Córdoba, militare spagnolo
- Matteo Corti, medico italiano († 1564)
- William Courtenay, I conte di Devon, nobile britannico († 1511)
- Oliverotto da Fermo, condottiero e nobile italiano († 1503)
- Giulia Farnese, nobildonna italiana († 1524)
- Felipe Bigarny, scultore e architetto spagnolo († 1543)
- Pedro Fernández de Lugo, esploratore spagnolo († 1536)
- Alejo Fernández, pittore spagnolo († 1545)
- Francisco de Garay, esploratore spagnolo († 1523)
- Khvandamir, storico persiano († 1534)
- Pierre Gringore, poeta e drammaturgo francese († 1538)
- Gendün Gyatso, tibetano († 1543)
- Ichijō Fusaie, militare giapponese († 1539)
- Angelo Ignannino, compositore italiano († 1543)
- Rinaldo Jacovetti, pittore, scultore e architetto italiano († 1528)
- Nicolò Maria Lodron, nobile italiano († 1548)
- Vesconte Maggiolo, cartografo italiano
- Ramberto Novello Malatesta, condottiero italiano († 1532)
- Tommaso Marino, banchiere italiano († 1572)
- Antonio de Montesinos, missionario e religioso spagnolo († 1540)
- Diego Méndez de Segura, esploratore spagnolo († 1536)
- Gaspare Negro, pittore e architetto italiano
- Arnoldo di Nimega, artista e vetraio olandese († 1536)
- Vasco Núñez de Balboa, militare, esploratore e condottiero spagnolo († 1519)
- Hernán Núñez, latinista, grecista e umanista spagnolo († 1553)
- Antonio Persona, criminale e medico italiano († 1505)
- Petrus Sutor, umanista, teologo e monaco cristiano francese († 1537)
- Francisco de los Ángeles Quiñones, religioso, vescovo cattolico e cardinale spagnolo († 1540)
- Silvia Ruffini, nobildonna italiana († 1561)
- Valerius Anshelm, scrittore svizzero († 1547)
- Alessandra Scala, letterata italiana († 1506)
- Pál Tomori, generale e arcivescovo cattolico ungherese († 1526)
- Torello Saraina, storico e umanista italiano († 1550)
- Marcantonio Trevisan, doge († 1554)
- Thomas West, IX barone De La Warr, nobile britannico († 1554)
- Fernando Yáñez de la Almedina, pittore spagnolo († 1537)
- Cristóvão de Mendonça, nobile e esploratore portoghese († 1532)
- Hermann von Brüggenei († 1549)